# Sjelepicha (station MTsK)
Sjelepicha (Russisch: Шелепиха ) is een station aan de tweede ringlijn in de Russische hoofdstad Moskou. Het station ligt vlak ten zuiden van de aansluiting van de zijlijn naar Bieloroesskaja aan de zuidkant van het emplacement van Presnaja. Presnaja kende tot 1930 personenvervoer maar in het kader van het project tweede ringlijn (lijn 14) ligt het nieuwe station iets zuidelijker om een directe overstap op het gelijknamige metrostation mogelijk te maken. Het station van lijn 14 ligt aan de oostzijde van het goederenspoor op maaiveld niveau terwijl het metrostation ondergronds aan de westkant ligt.